# Herrick (Illinois)
Herrick es una villa ubicada en el condado de Shelby, Illinois, Estados Unidos. Según el censo de 2020, tiene una población de 358 habitantes.

## Geografía
La localidad está ubicada en las coordenadas 39°13′11″N 88°59′5″O / 39.21972, -88.98472. Según la Oficina del Censo de los Estados Unidos, tiene una superficie total de 0.95 km², correspondientes en su totalidad a tierra firme.

## Demografía
Según el censo de 2020, hay 358 personas residiendo en Herrick. La densidad de población es de 550.77 hab./km². El 96.09% son blancos, el 0.84% son amerindios, el 0.28% es asiático, el 0.28% es de otra raza y el 2.51% son de una mezcla de razas. Del total de la población, el 1.96% son hispanos o latinos de cualquier raza.